# Dobrich
Dobrich ou Dobrič (búlgaro: Добрич) é uma cidade  da Bulgária capital do distrito de Dobrich.

## População
| Dobrich | Dobrich | Dobrich | Dobrich | Dobrich | Dobrich | Dobrich | Dobrich | Dobrich | Dobrich | Dobrich | Dobrich | Dobrich | Dobrich | Dobrich | Dobrich | Dobrich | Dobrich | Dobrich | Dobrich |
| --- | ------- | ------- | ------- | ------- | ------- | ------- | ------- | ------- | ------- | ------- | ------- | ------- | ------- | ------- | ------- | ------- | ------- | ------- | ------- |
| Ano | 1887    | 1910    | 1934    | 1946    | 1956    | 1965    | 1975    | 1985    | 1992    | 2001    | 2002    | 2003    | 2004    | 2005    | 2006    | 2007    | 2008    | 2009    | 2010    |
| População |         |         |         | 30,522  | 42,661  | 55,150  | 86,446  | 109,066 | 104,494 | 100,000 | 99,249  | 97,306  | 95,172  | 94,078  | 93,802  | 93,850  | 93,300  | 93,163  | 92,672  |
| Fontes: Instituto Nacional de Estatísticas, „citypopulation.de“, „pop-stat.mashke.org“, Bulgarian Academy of Sciences |         |         |         |         |         |         |         |         |         |         |         |         |         |         |         |         |         |         |         |